# Rejoagung (Ngoro)
Rejoagung is een bestuurslaag in het regentschap Jombang van de provincie Oost-Java, Indonesië. Rejoagung telt 7871 inwoners (volkstelling 2010).